# Centre de la Terre
Le terme « centre de la Terre » désigne soit le centre de gravité de la Terre, soit le centre de l'ellipsoïde de révolution qui la représente au mieux. Les deux points sont très proches et, en pratique, leur distinction est rarement pertinente.

## Distance au centre de la Terre
Même lorsqu'on l'assimile au niveau de la mer, la surface de la Terre n'est pas également éloignée du centre en tous points, car la Terre n'est pas parfaitement sphérique. Elle est mieux représentée par un ellipsoïde de révolution particulier, l'ellipsoïde de référence. Le diamètre terrestre, d'environ 12 700 km, est plus petit d'environ 42 km entre les pôles et l'équateur. Le géoïde permet de décrire la géométrie de la Terre encore plus précisément.